# Freaky Styley
| 전문가 평가                   | 전문가 평가 |
| 평가 점수                     | 평가 점수   |
| 출처                          | 점수        |
| ----------------------------- | ----------- |
| AllMusic                      | [ 2 ]       |
| Encyclopedia of Popular Music | [ 5 ]       |
| MusicHound Rock               | 3/5         |
| The Rolling Stone Album Guide | [ 7 ]       |
| Select                        | [ 8 ]       |
| Spin Alternative Record Guide | 7/10        |

《Freaky Styley》는 미국의 록 밴드 레드 핫 칠리 페퍼스의 두 번째 스튜디오 음반으로, 1985년 8월 16일, EMI를 통해 발매되었다. 《Freaky Styley》는 창립 기타리스트 힐렐 슬로박이 올해 초 밴드로 복귀한 후 스튜디오 음반 데뷔를 기념한다. 이 음반은 드러머 클리프 마르티네스가 참여한 마지막 음반이다. 《Freaky Styley》는 팔러먼트-펑카델릭의 조지 클린턴이 프로듀싱했으며, 녹음 중 클린턴의 케미스트리가 큰 도움이 되었다.
음반에 수록된 음악은 펑크, 펑크 록, 사이키델릭 록의 영향을 받으며, 서정적인 내용은 밴드 멤버들의 할리우드 생활에서 영감을 받았다. 〈Jungle Man〉과 〈Hollywood (Africa)〉는 프로모션 싱글로 발매되었고, 〈Catholic School Girls Rule〉과 〈Jungle Man〉은 뮤직 비디오로 제작되었다. 비평가들은 이 음반을 밴드의 데뷔 음반을 개선한 것으로 평가하며, 《Freaky Styley》의 음악적 실험과 제작을 칭찬했다. 그러나 이 음반은 주류 성공을 거두지 못하고 빌보드 200에 진입하는 데 실패했다. 밴드는 음반 홍보를 위해 Infinity Tour에 나섰다.

## 배경
레드 핫 칠리 페퍼스는 1982년 로스앤젤레스에서 페어팩스 고등학교 졸업생이자 보컬리스트 앤서니 키디스, 기타리스트 힐렐 슬로박, 베이시스트 플리, 드러머 잭 아이언스에 의해 결성되었다. 원래 이름은 토니 플로우 & 미라큘러슬리 메이헴 마스터즈였다. 이 그룹은 원래 단 한 번의 쇼만 연주하는 일회성 밴드였다. 그러나 긍정적인 관중 반응을 얻은 후 밴드 이름을 레드 핫 칠리 페퍼스로 변경했다. 이 그룹은 EMI의 주목을 받았고 밴드는 음반사와 계약을 맺었다. 슬로박과 아이언스는 여전히 레드 핫 칠리 페퍼스를 부업 프로젝트로 여겼기 때문에 밴드 왓 이스 디즈?에 집중하기 위해 그만두었다. 그 그룹은 2주 전에 음반 계약을 체결했다. 이후 키디스와 플리는 기타리스트 잭 셔먼과 드러머 클리프 마르티네스를 영입하여 밴드의 셀프 타이틀 데뷔 음반 라인업을 완성했다. 밴드는 음반의 전반적인 사운드에 실망하여 "멸균성 구디 투슈즈 머신을 거친 것처럼" 지나치게 다듬어져 있다고 생각했다.
밴드의 첫 음반을 지원하기 위해 투어를 진행하는 동안 키디스와 셔먼 사이의 음악적, 생활적 긴장이 계속되면서 콘서트와 일상적인 밴드 생활 사이의 전환이 복잡해졌다. 셔먼은 얼마 지나지 않아 해고되었고, 슬로박은 왓 이스 디즈?에 지쳐 레드 핫 칠리 페퍼스로 돌아갔다. 레드 핫 칠리 페퍼스는 이전 음반에서 앤디 길과 함께 작업한 긍정적인 경험이 없었기 때문에 다음 음반을 위한 새로운 프로듀서를 찾기 시작했다.

## 곡 목록
모든 곡들은 특별한 언급이 없는 한 앤서니 키디스, 플리, 잭 셔먼, 클리프 마르티네스에 의해 작사/작곡하였다.
| #   | 제목                                                       | 작사·작곡                                                   | 재생 시간 |
| --- | ---------------------------------------------------------- | ----------------------------------------------------------- | --------- |
| 1.  | 〈Jungle Man〉                                             |                                                             | 4:08      |
| 2.  | 〈Hollywood (Africa) (미터스 커버)〉                       | 지기 모델리스트, 아트 네빌, 레오 노센텔리, 조지 포터 주니어 | 5:03      |
| 3.  | 〈American Ghost Dance〉                                   |                                                             | 3:51      |
| 4.  | 〈If You Want Me to Stay (슬라이 앤 더 패밀리 스톤 커버)〉 | 슬라이 스톤                                                 | 4:06      |
| 5.  | 〈Nevermind〉                                              | 키디스, 플리, 힐렐 슬로박, 잭 아이언스                      | 2:47      |
| 6.  | 〈Freaky Styley〉                                          |                                                             | 3:39      |
| 7.  | 〈Blackeyed Blonde〉                                       |                                                             | 2:40      |
| 8.  | 〈The Brothers Cup〉                                       | 키디스, 플리, 슬로박, 아이언스                              | 3:26      |
| 9.  | 〈Battleship〉                                             |                                                             | 1:53      |
| 10. | 〈Lovin' and Touchin'〉                                    |                                                             | 0:36      |
| 11. | 〈Catholic School Girls Rule〉                             |                                                             | 1:55      |
| 12. | 〈Sex Rap〉                                                | 키디스, 플리, 슬로박, 아이언스                              | 1:54      |
| 13. | 〈Thirty Dirty Birds〉                                     |                                                             | 0:14      |
| 14. | 〈Yertle the Turtle〉                                      | 시어도어 가이절                                             | 3:38      |

## 인증
| 국가                       | 인증 | 판매량/출하량 |
| -------------------------- | ---- | ------------- |
| 영국 (BPI)                 | 실버 | 60,000^       |
| ^출하량을 기반으로 한 인증 |      |               |